# Michaela Collisi
Michaela Collisi (* 18. März 1984 in St. Ingbert) ist eine deutsche Fußballspielerin. Sie spielte als Abwehrspielerin für den Bundesligisten und Zweitligisten 1. FC Saarbrücken und spielt seit der Saison 2014/15 für dessen 2. Mannschaft, 1. FC Saarbrücken II.